# Des mots qui restent
Pour plus de détails, voir Fiche technique et Distribution.
Des mots qui restent est un film français réalisé par Nurith Aviv et sorti en 2022.

## Fiche technique
- Titre : Des mots qui restent
- Réalisation : Nurith Aviv
- Photographie :  Cédric Dupire et Itay Marom
- Son :  Michael Goorevich
- Montage : Nurith Aviv et Hippolyte Saura
- Musique : Daniel Mizrahi
- Production : Les Films d'ici - Laila Films
- Pays d'origine :  France
- Durée : 52 minutes
- Date de sortie : France - 9 mars 2022